# Manel Sánchez
Ángel Manuel Sánchez Vázquez (Lugo, 24 de mayo de 1958), más conocido como Manel Sánchez, 
es un exbaloncestista español. Con 1.92 metros de estatura, jugaba en el puesto de escolta.

## Trayectoria
Con nueve años comenzó a jugar en la escuela del Club Baloncesto Breogán. Posteriormente se integró en las categorías inferiores del club Estudiantes Lugo.
Como juvenil participó en la tercera división nacional con el equipo lucense de la Milagrosa, más tarde como junior se incorporó al primer equipo del Breogán en la primera división, ya en la categoría senior formó parte de este conjunto, del Club Baloncesto OAR Ferrol y del porcelanas Santa Clara de Vigo con el que se proclamó máximo anotador de la segunda división nacional.
Por la misma época participó en la Selección Nacional de menores de 23 años y poco después, retornó a la máxima categoría primero con el Bàsquet Manresa y más tarde con el Club Baloncesto Zaragoza, volvió definitivamente al Breogán en la temporada 1983/84, en la que este conjunto alcanzó el ascenso a la ACB. En este equipo comenzó una carrera deportiva que lo llevó a convertirse en uno de los jugadores más míticos del club lucense.
Su paso por el Breogán marcó una de las etapas doradas del club lucense y en esa década se vivieron momentos inolvidables de baloncesto en la ciudad de las murallas (Muralla romana de Lugo).
Después de su brillante carrera como jugador comenzó su etapa de entrenador en la que dirigió múltiples equipos del baloncesto español.
Récord: Manel Sánchez es el jugador español con la mayor media de anotación en la historia de la ACB. En sus 8 temporadas promedió más de 17,7 puntos por partido disputado, por delante de jugadores como Epi o Herreros.
Otros datos: En la temporada 86-87 recibió la bota de oro como máximo anotador nacional y fue incluido en el quinteto ideal de la competición.

## Equipos
- Cantera Estudiantes Lugo.
- 1975-78 Breogán Lugo.
- 1978-79 OAR Ferrol.
- 1979-80 Santa Clara Vigo.
- 1980-81 Bàsquet Manresa.
- 1981-83 Club Baloncesto Zaragoza.
- 1983-92 Breogán Lugo.
- 1992-93 Viña Costeira La Coruña.